# Torre Civica (Rijeka)
La Torre Civica (en français : Tour de la Ville ; Gradski toranj en croate) est un bâtiment médiéval surplombant le Korso, l'artère principale du centre historique de la ville croate de Rijeka. Modifié plusieurs fois au cours des siècles, il est l'un des principaux symboles de la ville adriatique.

## Histoire
La construction de la tour remonte au Moyen Âge, lorsqu'elle servait de porte d'entrée à la ville fortifiée de Rijeka.
En 1719 furent placés les hauts-reliefs, œuvres du sculpteur Antonio Michelazzi, avec les effigies des empereurs Léopold Ier et Charles VI. Après le tremblement de terre de 1750 qui avait causé de graves dommages à la ville, la tour a subi une série d'interventions de restauration et de consolidation.
Le 1er juillet 1784, un aigle en haut-relief, œuvre du sculpteur Ludovico Ruppani, fut placé sur le sommet de la tour. La même année, quatre horloges furent installées, une de chaque côté de la tour, remplacées par celles actuelles en 1873.
En 1890, le dôme qui surmonte le bâtiment a été achevé. En 1906, l'aigle de Ruppani fut placé dans un musée et remplacé par un aigle à deux têtes. 
Le 19 avril 2017, dans le cadre des initiatives pour Rijeka Capitale européenne de la culture 2020, une copie de l'aigle à deux têtes original a été déplacée dans la tour.
Au-dessus du portail d'entrée de la vieille ville se trouve un haut-relief en pierre avec les armoiries impériales des Habsbourg surmontées des effigies des empereurs Léopold Ier et Charles VI.